# Novoselisjte
Novoselisjte (Bulgaars: Новоселище) is een dorp in Bulgarije. Zij is gelegen in de gemeente Tsjernootsjene in de oblast  Kardzjali. Het dorp ligt 188 km ten zuidoosten van de hoofdstad Sofia.

## Bevolking
Op 31 december 2019 telde het dorp Novoselisjte 69 inwoners, een halvering vergeleken met 145 inwoners in 1946. De inwoners zijn nagenoeg uitsluitend Bulgaarse Turken (98,9%).
Van de 89 inwoners die in februari 2011 werden geregistreerd, waren er 17 jonger dan 15 jaar oud (19%), terwijl er 16 inwoners van 65 jaar of ouder werden geteld (18%).